# Уинстэд, Мэри Элизабет
Мэ́ри Эли́забет Уи́нстэд (англ. Mary Elizabeth Winstead; род. 28 ноября 1984, Роки-Маунт, Северная Каролина, США) — американская актриса и певица. Известна прежде всего как «королева крика», в частности из-за ролей в фильмах «Чёрное Рождество», «Пункт назначения 3», «Доказательство смерти», «Нечто». Но жанром ужасов актриса не ограничивается, о чём свидетельствует её работа в семейной фантастике «Высший пилотаж», драмеди «Бобби», экшенах «Крепкий орешек 4» и «Крепкий орешек: Хороший день, чтобы умереть», а также комедии «Скотт Пилигрим против всех».
За свою карьеру Мэри Элизабет была номинирована на престижный американский приз молодых талантов «Молодой актёр» за роль в сериале «Страсти» и становилась лауреатом премии Гильдии киноактеров в составе актёрского ансамбля фильма «Бобби».

## Биография
Уинстэд родилась 28 ноября 1984 года в Роки-Маунте, Северная Каролина, США. Дочке Бетти Лу и Джеймса Рональда Уинстэда было пять лет, когда она вместе с семьей переехала в пригород Солт-Лейк Сити, штат Юта. Её заинтересованность исполнительным искусством начала проявляться в актёрской деятельности и балете. Будучи ребёнком, Уинстэд сыграла в версии балета Маунтин Вест «Щелкунчик». Подающая надежды 11-летняя балерина получила возможность продолжить обучаться танцу по летней программе престижной балетной школы Джоффри (Joffrey Ballet School) в Нью-Йорке. В ней девочка решила не только заниматься балетом и джазовым танцем, но и изучить азы актёрского ремесла. В итоге, Мэри Элизабет попала на Бродвей во время успешного запуска мюзикла «Иосиф и его удивительный, разноцветный плащ снов» с Донни Осмондом в главной роли и стала членом Международного детского хора.
Карьеру актрисы Уинстэд начала в 13 лет, снявшись в эпизодической роли в сериале «Прикосновение ангела», после была роль Джессики Беннетт в мыльной опере «Страсти» на канале NBC, в которой она снималась с 1999 по 2000 год. Затем актриса мелькнула в сериале «Волчье озеро» и телефильме «Остров монстров», загоревшись идеей стать участницей комедии.
Уинстэд выбирает направление в сторону независимого кинематографа, и получает роль еврейской дочери сумасбродной семейки в комедии Джеффа Хэа «Освобождая место». Но более успешным в телевизионной карьере становится работа в диснеевском фильме Высший пилотаж, снискавшем финансовый успех и положительные отзывы критиков.
После диснеевской комедии Мэри Элизабет налаживает отношения с командой креативщиков, Джеймсом Вонгом и Гленом Морганом, известными за свой вклад в легендарные «Секретные материалы». Вместе с Райаном Мерриманом актриса становится звездой фильма «Пункт назначения 3».
В 2007 году Квентин Тарантино берет Уинстэд в проект «Грайндхаус», в свой остросюжетный фильм Доказательство смерти о садистски убивающем людей каскадере Майке и настигшей его мести от лица крутых женщин. Билетов на фильм продали мало, зато кинокритики были в восторге. Летом того же года Уинстэд снялась в экшене «Крепкий орешек 4» с Брюсом Уиллисом, мировой бокс-офис которого перевалил за отметку в 380 млн долларов и повысил уровень популярности Мэри Элизабет.
Актриса пробовалась на роль Чудо-женщины в экранизации комикса «Лига Справедливости». В 2008 году она сыграла главную роль в танцевальной драме «Сделай шаг» и в 2010 году снялась в комикс-адаптации Эдгара Райта «Скотт Пилигрим против всех» вместе с Майклом Сера. В 2011 снялась в главной роли в фильме «Нечто». В 2012 году снялась в одной из главных ролей в фильме Тимура Бекмамбетова «Президент Линкольн: Охотник на вампиров». Она сыграла жену Авраама Линкольна — Мэри Тодд Линкольн.

## Личная жизнь
В 2010 году Уинстэд вышла замуж за кинорежиссёра и телевизионного сценариста Райли Стернса. Они расстались в мае 2017 года. С 2017 года состоит в отношениях с актёром Юэном Макгрегором, партнёром по сериалу «Фарго». 25 июня 2021 года у пары родился сын, которого назвали Лори. В апреле 2022 года вышла замуж за Юэна Макгрегора.

## Фильмография
| Год       |    | Русское название                            | Оригинальное название                                                | Роль                         |
| --------- | -- | ------------------------------------------- | -------------------------------------------------------------------- | ---------------------------- |
| 1997      | с  | Прикосновение ангела                        | Touched by an Angel                                                  | Кристи                       |
| 1999—2000 | с  | Страсти                                     | Passions                                                             | Джессика Беннетт             |
| 2001—2002 | с  | Волчье озеро                                | Wolf Lake                                                            | София Доннер                 |
| 2004      | ф  | Остров монстров                             | Monster Island                                                       | Мэдди                        |
| 2005      | ф  | Освобождая место                            | Checking Out                                                         | Лиза Эппл                    |
| 2005      | ф  | Высший пилотаж                              | Sky High                                                             | Гвен Грейсон                 |
| 2005      | ф  | Звонок 2                                    | The Ring Two                                                         | молодая Эвелин               |
| 2006      | ф  | Пункт назначения 3                          | Final Destination 3                                                  | Венди Кристенсен             |
| 2006      | ф  | Бобби                                       | Bobby                                                                | Сьюзен Тейлор                |
| 2006      | ф  | Чёрное Рождество                            | Black Christmas                                                      | Хизер Фицджеральд            |
| 2007      | ф  | Крепкий орешек 4.0                          | Live Free or Die Hard                                                | Люси Макклейн                |
| 2007      | ф  | Доказательство смерти                       | Death Proof                                                          | Ли Монтгомери                |
| 2007      | ф  | Я соблазнила Энди Уорхола                   | Factory Girl                                                         | Ингрид Суперзвезда           |
| 2008      | ф  | Сделай шаг                                  | Make It Happen                                                       | Лорин Кирк                   |
| 2010      | ф  | Скотт Пилигрим против всех                  | Scott Pilgrim vs. the World                                          | Рамона Флауэрс               |
| 2011      | ф  | Нечто                                       | The Thing                                                            | Кейт Ллойд                   |
| 2011      | ф  | Магнификат                                  | Magnificat                                                           | Линн                         |
| 2012      | ф  | Президент Линкольн: Охотник на вампиров     | Abraham Lincoln: Vampire Hunter                                      | Мэри Тодд Линкольн           |
| 2012      | ф  | Красота внутри                              | The Beauty Inside                                                    | Лиа                          |
| 2012      | ф  | В хлам                                      | Smashed                                                              | Кейт Ханна                   |
| 2013      | ф  | Крепкий орешек: Хороший день, чтобы умереть | A Good Day to Die Hard                                               | Люси Макклейн                |
| 2013      | ф  | Взрослые дети развода                       | A.C.O.D.                                                             | Лорен Стингер                |
| 2013      | ф  | Захватывающее время                         | The Spectacular Now                                                  | Холли Кили                   |
| 2014      | ф  | Убить гонца                                 | Kill the Messenger                                                   | Анна Симонс                  |
| 2014      | ф  | Изъяны                                      | Faults                                                               | Клер                         |
| 2014      | ф  | Алекс из Венеции                            | Alex of Venice                                                       | Алекс                        |
| 2015      | с  | Возвращённые                                | The Returned                                                         | Роуэн Блэкшоу                |
| 2015      | тф |                                             | Quarry                                                               | Джони                        |
| 2015      | тф | На виду                                     | Exposed                                                              | Анна Лоуч                    |
| 2016      | с  | Безмозглые                                  | BrainDead                                                            | Лорел Хили                   |
| 2016      | ф  | Кловерфилд, 10                              | 10 Cloverfield Lane                                                  | Мишель                       |
| 2016      | ф  | Холлеры                                     | The Hollars                                                          | Гвен                         |
| 2016      | ф  | Человек — швейцарский нож                   | Swiss Army Man                                                       | Сара                         |
| 2016—2017 | с  | Улица милосердия                            | Mercy Street                                                         | Мэри Финни                   |
| 2017      | с  | Фарго (3-й сезон)                           | Fargo                                                                | Никки Сванго                 |
| 2019      | ф  | Гемини                                      | Gemini Man                                                           | Дэнни                        |
| 2019      | с  | Любовь. Смерть. Роботы                      | Love, Death & Robots                                                 | Гейл                         |
| 2020      | ф  | Хищные птицы                                | Birds of Prey (And the Fantabulous Emancipation of One Harley Quinn) | Хелена Бертинелли / Охотница |
| 2021      | ф  | Кейт                                        | Kate                                                                 | Кейт                         |
| 2023      | с  | Асока                                       | Ahsoka                                                               | Гера Синдулла                |
| 2024      | с  | Джентльмен в Москве                         | A Gentleman in Moscow                                                | Анна Урбанова                |
| 2025      | ф  | Крушение мира                               | Rich Flu                                                             | Лаура                        |
| 2025      | ф  | Рука, качающая колыбель                     | The Hand That Rocks the Cradle                                       | Клэр Бартел                  |

## Награды и номинации
| Год  | Награда                                       | Категория                                                     | Работа                     | Результат   |        |
| ---- | --------------------------------------------- | ------------------------------------------------------------- | -------------------------- | ----------- | ------ |
| 2000 | YoungStar Awards                              | Лучшая молодая актриса в дневном телесериале                  | Страсти                    | Номинация   |        |
| 2001 | Молодой актёр                                 | Лучшая молодая актриса в дневном телесериале                  | Страсти                    | Номинация   |        |
| 2006 | Голливудский кинофестиваль                    | Лучший актёрский ансамбль                                     | Бобби                      | Победа      |        |
| 2007 | Critics’ Choice Movie Awards                  | Лучший актёрский ансамбль                                     | Бобби                      | Номинация   |        |
| 2007 | Премия Гильдии киноактёров США                | Лучший актёрский состав в игровом кино                        | Бобби                      | Номинация   |        |
| 2007 | Scream                                        | Scream Queen                                                  | Чёрное Рождество           | Номинация   |        |
| 2010 | IGN Movie Award                               | Лучший актёрский ансамбль                                     | Скотт Пилигрим против всех | Номинация   |        |
| 2010 | Golden Schmoes Awards                         | Best T&A of the Year                                          | Скотт Пилигрим против всех | Номинация   |        |
| 2011 | Teen Choice Awards                            | Лучшая актриса экшна                                          | Скотт Пилигрим против всех | Номинация   |        |
| 2012 | Phoenix Film Critics Society Award            | Лучшая актриса                                                | В хлам                     | Номинация   |        |
| 2013 | Независимый дух                               | Лучшая женская роль                                           | В хлам                     | Номинация   |        |
| 2013 | Dallas International Film Festival            | Shining Star Award for Best Actress                           | В хлам                     | Победа      |        |
| 2013 | North Carolina Film Critics Association Award | Лучшая актриса                                                | В хлам                     | Номинация   |        |
| 2013 | Дневная премия «Эмми»                         | Outstanding New Approaches Original Daytime Program or Series | Красота внутри             | Победа      |        |
| 2014 | BloodGuts UK Horror Awards                    | Лучшая актриса                                                | Изъяны                     | Номинация   |        |
| 2017 | Сатурн                                        | Лучшая киноактриса                                            | Кловерфилд, 10             | Победа      |        |
| 2018 | Awards Circuit Community Awards               | Best Supporting Actress (TV Movie or Miniseries)              | Фарго                      | Номинация   |        |
| 2018 | Выбор телевизионных критиков                  | Лучшая актриса второго плана в фильме/мини-сериале            | Фарго                      | Номинация   | [ 9 ]  |
| 2018 | Gold Derby Awards                             | Best Miniseries/TV Movie Supporting Actress                   | Фарго                      | Номинация   |        |
| 2018 | Online Film & Television Association          | Best Supporting Actress in a Motion Picture or Limited Series | Фарго                      | Номинация   |        |
| 2018 | Сатурн (премия)                               | Лучшей телеактрисе                                            | Фарго                      | Номинация   | [ 10 ] |
| 2018 | Кинофестиваль в Ньюпорт-Бич                   | Icon Award                                                    | Body of work               | Награждение | [ 11 ] |
| 2019 | Alliance of Women Film Journalists            | Самое смелое выступление                                      | Всё о Нине                 | Номинация   | [ 12 ] |
| 2024 | Astra TV Awards                               | Лучшая актриса второго плана в мини-сериале или телефильме    | Джентльмен в Москве        | Номинация   |        |
| 2024 | Astra TV Awards                               | Лучшая актриса второго плана в драматическом сериале          | Асока                      | Номинация   |        |